# تريفور بانستر
تريفور بانستر (بالإنجليزية: Trevor Bannister)‏ هو ممثل بريطاني، ولد في 14 أغسطس 1934 في Durrington, Wiltshire ‏ في المملكة المتحدة، وتوفي في 14 أبريل 2011 في Thames Ditton ‏ في المملكة المتحدة بسبب نوبة قلبية.

## وصلات خارجية
- تريفور بانستر على موقع IMDb (الإنجليزية)
- تريفور بانستر على موقع ميوزك برينز (الإنجليزية)
- تريفور بانستر على موقع قاعدة بيانات الأفلام السويدية (السويدية)
- تريفور بانستر على موقع إن إن دي بي (الإنجليزية)
- تريفور بانستر على موقع ديسكوغز (الإنجليزية)
- تريفور بانستر على موقع قاعدة بيانات الفيلم (الإنجليزية)